# Клостридије
Клостридије су грам позитивне, штапићасте бактерије величине 3-8 μm. Спадају у облигатно анаеробне бактерије са појединим аеротолерантним представницима, које у неповољним условима могу да граде споре. Животна средина клостридија је земљиште и цревни систем човека и животиња. Највећим делом ове бактерије су безопасни сапрофити, међутим извесне врсте могу да под одређеним условима доведу до врло тешких обољења као што су гасна гангрена, тетанус, ботулизам и псеудомембранозни колитис.

## Врсте клостридија
Највећи број клостридија је безопасан за човека, тако да ће овде бити набројане само најзначајније и најопасније врсте:
- лат. , главни изазивач гасне гангрене
- лат. , може изазвати гасну гангрену
- лат. , може изазвати гасну гангрену и сепсу
- лат. , такође један од изазивача гасне гангрене
- лат. , токсин ове бактерије изазива тетанус
- лат. , токсин ове бактерије је најјачи познати отров и изазива ботулизам
- лат. , изазива псеудомембранозни колитис.

## Клостридије које изазивају гасну гангрену и анаеробни целулитис
Главни изазивач гасне гангрене и анаеробног целулитиса је лат. Clostridium perfrigens, а могу их изазвати још и лат. Clostridium novyi, лат. Clostridium septicum, лат. Clostridium histolyticum. Ове бактерије луче токсине које разлажу и убијају разне ћелије организма. Поред токсина олобађају и више ензима колагеназе, протеиназе, ДНКазе, хијалуронидазе итд. којим разлажу разне структуре ткива (нпр. екстрацелуларни матрикс, мембране, колагена влакна итд.), чиме се олакшава ширење и даљи продор ових бактерија у ткиво, а као последица разлагања ових ткива ослобађају се разни гасови.

### Патогенеза
Клостридије су широко распрострањене у спољашњој средини, тако да у случају отворених повреда лако контаминирају рану, заједно са другим бактеријама. Сама контаминација ране овим бактеријама на значи и настанак гасне гангрене. До инфекције долази када постоје повољни услови за развој и размножавање ових бактерија. Клостридије су анаеробне бактерије и погодује им недостатак кисеоника (нпр. у ратним ранама од метака које су дубоке и уске), када се могу размножавати и производити токсине. Могу изазвати:
- анаеробни целулитис, када инфекција остаје ограничена на простор фасција (омотачи нпр. омотачи мишића, тетива итд.), без захватања мишићног ткива. Токсинемија (присуство токсина у крви) није присутна.
- гасну гангрену, када се инфекција шири и на мишића ткива и изазива њихово уништавање уз присуство токсина у крви. Услед уништавања ткива ослобађа се гас, па се код палпације ране може чути карактеристично пуцкетање услед ослобађања гасова.

## Клостридијум тетани (клостридија тетануса)
Клостридија тетануса лат. Clostridium tetani производи токсин тетаноспазмин који блокира ослобађање инхибиторних неуротрансмитера у предњим роговима кичмене мождине, што доводи до повишеног тонуса мишића и појаве грчева.

## Клостридијум ботулинум (клостридија ботулизма)
Токсин бактерије лат. Clostridium botulinum је најјачи познати отров, 0.1 μg може убити човека. Постоји више типова овог токсина (А-Г), где типови А, Б и Е изазивају интоксикацију код људи. Токсин је металопротеаза, која разлаже протеине који учествују у процесу ослобађања неких неуротрансмитера на моторним неуронима. Као последица се јављају парезе појединих мишића.

### Ботулизам
Ботулизам је интоксикација токсином бактерије лат. Clostridium botulinum. Најчешће настаје услед конзумирања покварених намирница, посебно конзерви, где услед анаеробних услова ове бактерије производе овај токсин. Отров се реапсорбује у гастроинтестиналоном тракту и путем крви доспева до нервних ћелија где остварује дејство. Након сати или дана јављају се симптоми интоксикације: оболели види дупло, проблеми са гутањем, говором, опстипација, слузокожа (нпр. усне дупље) је сува. Смртност је значајна, ако се на време не открије и најчешће је изазвана парализом респираторних мишића. Постоји још и ботулизам рана, услед размножавања ове бактерије у рани. У терапији се примењује антитоксин.

## Клостридијум дифициле
Клостридијум дифициле лат. Clostridium difficile је узрочник псеудомембранозног колитиса. Ова бактерија може се наћи код 1-4% одраслих у цревима, као нормалан део цревне флоре. Код деце испод 1 године присутна је у чак 30-50%, такође као део цревне флоре. То је једина клостридија од горе наведених која не поседује трепље, па је непокретна.

### Патогеност
Уколико услед примене неких антибиотика дође до уништавања неких бактерија које су део цревне флоре, долази до поремећаја равнотеже између бактерија црева. Услед изумирања неких бактерија црева ослобађа се простор за размножавање других бактерија попут лат. Clostridium difficile, које су отпорне на дати антибиотик. Ова бактерија производи токсине који уништавају епителне ћелије црева, услед чега настаје псеудомембранозни колитис. Симптоми су повишена температура, дијареја, грчеви у стомаку, јављају се беличасте наслаге на површини црева итд.